# Carlos Luciano da Silva
Carlos Luciano da Silva (Porto Alegre, Rio Grande do Sul, 2 augustus 1975), is een Braziliaans voetballer, beter bekend als Mineiro. 
Mineiro is een middenvelder en maakte zijn debuut voor het nationale elftal op 25 april 2001 en heeft tot 25 september 2008 24 interlands achter zijn naam staan.

## Carrière
Mineiro begon zijn professionele loopbaan in 1997 bij Guarani FC. Na één seizoen vertrok hij bij deze club, om naar concurrent Ponte Preta te vertrekken. Met deze club, waar hij vijf jaar speelde, haalde hij geen noemenswaardige successen. In 2003 verhuisde Mineiro naar São Caetano, dat geen transfersom hoefde te betalen. Met São Caetano won Mineiro in 2004 het Campeonato Paulista.
Na twee jaar vertrok Mineiro weer bij São Caetano en ging hij spelen voor São Paulo FC. Bij deze club beleefde Mineiro een zeer succesvol eerste jaar. In 2005 won hij namelijk opnieuw het Campeonato Paulista en hij won ook de Copa Libertadores en het Wereldkampioenschap voor clubs van dat jaar.
Halverwege het seizoen 2006 werd Mineiro op het laatste moment opgeroepen voor het WK 2006, vanwege een blessure van Edmílson. Tijdens het toernooi speelde Mineiro echter geen minuut mee.
Na twee jaar voor São Paulo te hebben gespeeld, vertrok Mineiro naar Duitsland, waar hij voor Hertha BSC ging spelen. Op 3 februari 2007 maakte hij zijn debuut in de Bundesliga tegen Hamburger SV. Hij mocht in de laatste twintig minuten invallen en maakte meteen zijn eerste goal voor de club. Na het seizoen 2007/08 besloot Hertha BSC het contract van Mineiro niet te verlegen.
Op 24 september 2008 werd bekendgemaakt dat Chelsea de nieuwe club van de Braziliaan zou worden
In augustus 2009 is hij (na maar 2 wedstrijden voor Chelsea gespeeld te hebben) verkocht aan FC Schalke 04. Hij maakte zijn debuut bij die club op 16 augustus 2009. In 2011 ging hij voor zijn laatste club spelen, TuS Koblenz, dat actief was op het vierde niveau. 